# Los Angeles Angels of Anaheim

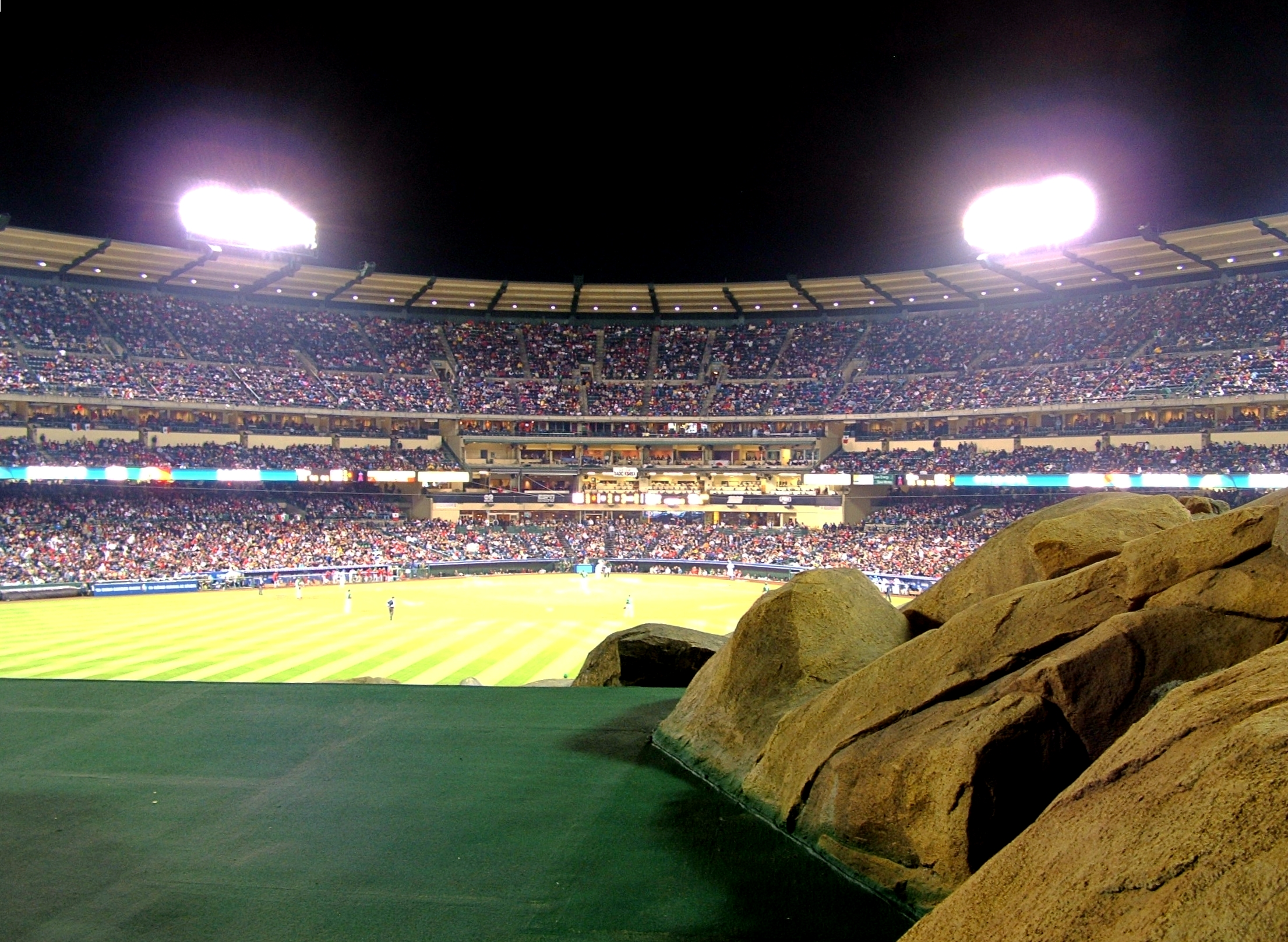
Angel Stadium v Anaheimu

Los Angeles Angels of Anaheim je profesionální baseballový klub z Major League Baseball, patřící do západní divize American League.
Klub byl založen v roce 1961 a za dobu své existence třikrát přejmenován:
- 1961–1965: Los Angeles Angels
- 1965–1996: California Angels
- 1997–2005: Anaheim Angels
- Od 2005: Los Angeles Angels of Anaheim

Za svou historii klub jednou vyhrál American League i následující Světovou sérii - v roce 2002, kdy porazil 4:3 na zápasy San Francisco Giants.
V červenci 2021 se stal součástí organizace i český baseballista Vojtěch Menšík, který s klubem podepsal profesionální kontrakt.